# Por amarte tanto
Por Amarte Tanto foi uma telenovela venezuelana exibida em 1992 pela Venevisión. foi protagonizada por Viviana Gibelli e Jean Carlos Simancas com antagonização de Carolina Cristancho.

## Exibição

### Brasil
Foi exibida pela Rede Mulher entre 26 de julho e 17 de dezembro de 1999, às 17h30.
Foi exibida pela segunda vez entre 01 de novembro de 2022 e 23 de maio de 2023, em 146 capítulos, no horário das 19:00, com reprise em diversos horários e maratona aos sábados e domingos, substituindo Cara Suja e sendo substituída por A Mulher Perfeita, através do canal 2138, o Novelíssima, disponível para o Brasil no serviço gratuito de streaming Samsung Plus. A novela foi exibida totalmente dublada em português.
Foi exibida pela segunda vez pelo Novelissima entre 30 de maio a 19 de dezembro de 2024 substituindo Cara Suja e sendo substituída por Morena Clara.

### Portugal
Foi exibida pela SIC, em 1994 no horário das 11:30 e, posteriormente, 11:00. Substitui no horário a brasileira Olho no Olho. Foi exibida no período em que, excecionalmente, o Primeiro Jornal era emitido as 13:30. Assim, Por Amarte Tanto era emitida as 11:30 as 12:30 e a brasileira  4 por 4 era emitida das 12:30 as 13:30. Foi a segunda novela de Carolina Cristancho a ser emitida em Portugal, visto já  a termos visto como Jennifer de Morena Clara.

## Trama
Laura é uma bela jovem herdeira de uma fortuna milionária.  Mesmo assim, todo aquele dinheiro só lhe causou dores de cabeça e no coração, enquanto ela esperava um dia encontrar o amor verdadeiro.  Infelizmente para Laura, o homem que agora está tentando conquistar seu coração é um interesseiro, que está atrás de sua fortuna. Seu sonho sempre foi encontrar uma herdeira rica e bonita e Laura é a garota que ele escolhe como seu alvo.  Ao mesmo tempo, este homem tem um caso com a selvagem e rebelde prima de Laura, por quem ele tem uma paixão ardente.

## Elenco
- Viviana Gibelli ... Laura Velásquez
- Jean Carlo Simancas ... Luis Artur Ramirez
- Carolina Cristancho... Damiana Grisanti/Amanda de Velásquez
- Javier Vidal Pradas... Ricardo Lima

O PRIMEIRO ATOR
- Raul Amundaray ... Gregório Velasquez

ATRIZ CONVIDADA 
- Barbara Teyde... Luciana

GALÃ CONVIDADO
- Diego Balaguer... Ariel

COM AS PRIMEIRAS ATRIZES
- Eva Blanco... Esperança Ramírez
- Mirtha Borges... Trinidad "Trini"

COM ELAS
- Marita Capote... Yolanda "Yole""
- Sandra Bruzon... Dulce Maria
- Lucy Orta... Aracelis de Lima

COM OS PRIMEIROS ATORES
- Alberto Marín... Jerônimo Ramírez
- Francisco Ferrari... Piero Grisanti
- Humberto Tancredi
- Umberto Buonocore... Otávio
- Luis Rivas

COM OS NOVOS CASAIS
- Elizabeth Morales... Milagres
- Juan Carlos Vivas ... Honorio Ramírez
- Carolina Motta ... Fortunata Ramírez (Luki)
- Juan Carlos Baena... Robin

PARTICIPAÇÃO ESPECIAL
- Laura Serra... Tomasa Alfonsina ""Tomasina"
- Marco António Casanova... Alfredo
- Fedra López... Peggy
- Mario Llovera... Pedro Perez Perdomo "Ppp"
- Aidita Artigas... Matilde
- Manolo Manolo... Túlio Jimenez Balza "JB"
- Miguel Ángel Maldonado
- Carlos Carrero

ATUAÇÃO ESTELAR
- Carolina Perdigón... Carina
- Ana María Pagliatti... Ybis
- Estilita Rangel
- Frank Méndez... Oficial Robocop
- Ricardo García... Alberto José
- Ayari Reyes
- Janín Barboza
- Andrés Barbera
- Eduardo Serrada
- Cesar García
- Luis Pérez Pons ... Caripe
- Félix Perdomo
- Enrique Oliveros... Wilmer
- José Rivas... Inspetor Policial
- Eva Villasmil
- Gerónimo Gómez ... "Bebé"
- Andreina Yepez... Yurúbi
- John Hernández
- Frankie Pileggi
- Svenn Luna

AS CRIANÇAS 
- Noel Rodríguez
- Humberto Oliveros
- Carolina Gentille
- Greynelly Arocha
- Jorge Wettern

TAMBÉM ATUAM
- Gil Vargas
- Ana Massimo... Advogada
- Omar Bosque... Omar
- Isabel Hungria
- Angel Acosta
- Pedro de Llano
- Dalia Marino
- Nino Salazar... Emerson
- Gonzalo Contreras... Médico
- María Antonieta Gómez
- Amelia González
- José Ángel Urdaneta... Padre
- Marta Vivas... Laura Velásquez (criança)